# Läsambassadör
Läsambassadör är en utmärkelse eller ett uppdrag som instiftas för att främja barn och ungas läsande. Storbritannien initierade hedersuppdraget 1999 genom att skapa utmärkelsen Children's Laureate, ungefär Barnens hovförfattare. Andra länder har följt efter med liknande uppdrag som i Sverige benämns läsambassadör.

## Finland
I Finland utses den finlandssvenska läsambassadören sedan 2014 efter ett initiativ av Svenska modersmålslärarföreningen i Finland och organisationen Tidningen i skolan. Uppdraget gäller tre år och den första som utsågs var barnboksförfattaren Katarina von Numers-Ekman.

## Storbritannien

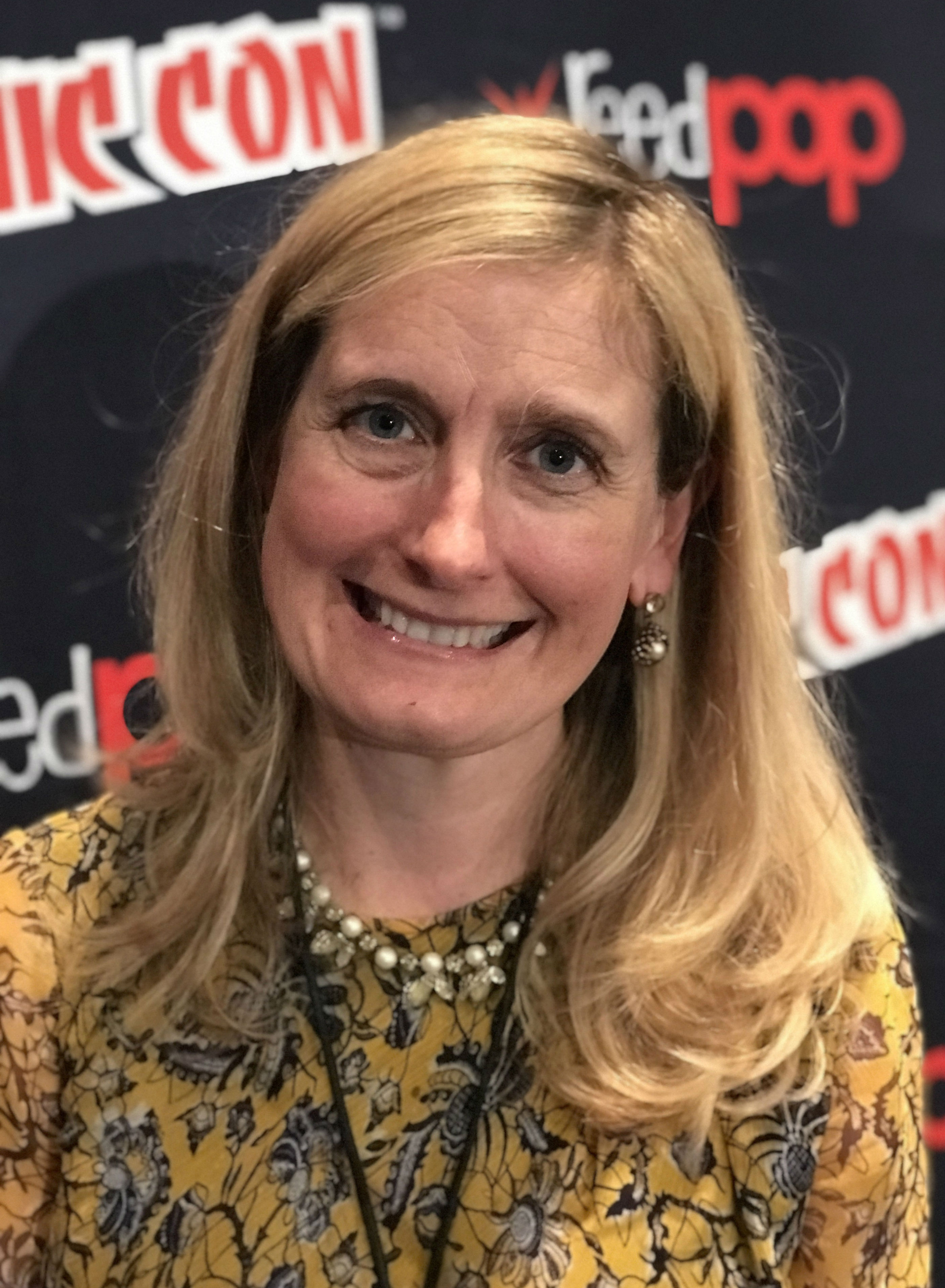
Storbritanniens läsambassadör för åren 2019–2021, Cressida Cowell.

Storbritannien instiftade uppdraget 1999 under namnet Children's Laureate efter initiativ av dåvarande hovpoeten, Poet Laureate, Ted Hughes och barnboksförfattaren Michael Morpurgo. Det löper på två år och innefattar även ett stipendium och en medalj i silver. Nomineringar och utnämningen görs av en jury bestående av branschorganisationer från bland annat bokförlag och bibliotek och barn har möjlighet att lämna förslag. Uppdraget sponsras av den brittiska bokhandelskedjan Waterstones.
| Period    | Children's Laureate  |
| --------- | -------------------- |
| 1999–2001 | Quentin Blake        |
| 2001–2003 | Anne Fine            |
| 2003–2005 | Michael Morpurgo     |
| 2005–2007 | Jacqueline Wilson    |
| 2007–2009 | Michael Rosen        |
| 2009–2011 | Anthony Browne       |
| 2011–2013 | Julia Donaldson      |
| 2013–2015 | Malorie Blackman     |
| 2015–2017 | Chris Riddell        |
| 2017–2019 | Lauren Child         |
| 2019–2021 | Cressida Cowell      |
| 2022–2024 | Joseph Coelho        |
| 2024–2026 | Frank Cottrell-Boyce |

## Sverige
I Sverige utser Statens Kulturråd en läsambassadör för ett tvåårigt uppdrag sedan 2011. Läsambassadören tillkännages av Sveriges kulturminister på Bokmässan i Göteborg.

## USA
USA:s kongressbibliotek utser den amerikanska motsvarigheten National Ambassador for Young People's Literature, ungefär "Riksambassadören för unga personers litteratur". Det instiftades 2008 och uppdraget varar under en två-årsperiod. Urvalskriterierna tittar på den nominerades bidrag till barn- och ungdomslitteratur och den nominerades förmåga att relatera till barn.

### Mottagare
| Period    | National Ambassador for Young People's Literature |
| --------- | ------------------------------------------------- |
| 2008–2009 | Jon Scieszka                                      |
| 2010–2011 | Katherine Paterson                                |
| 2012–2013 | Walter Dean Myers                                 |
| 2014–2015 | Kate DiCamillo                                    |